# Josef Krejci (Handballspieler)
Josef Krejci (* 2. März 1911; † unbekannt) war ein österreichischer Handballspieler.

## Biografie
Krejci gehörte bei den Olympischen Sommerspielen 1936 in Berlin der österreichischen Handballauswahl an, die im Feldhandball die Silbermedaille gewann.